# De Leon, Texas
De Leon là một thành phố thuộc quận Comanche, tiểu bang Texas, Hoa Kỳ. Năm 2010, dân số của xã này là 2246 người.

## Dân số
- Dân số năm 2000: 2433 người.
- Dân số năm 2010: 2246 người.